# نیکولاس جی. کلیتون
نیکولاس جوزف کلیتون (به انگلیسی: Nicholas Joseph Clayton) متولد ۱۸۴۰ در جمهوری ایرلند، معمار آمریکایی ایرلندی-تبار قرن نوزدهم بود.
او پس از نقل مکان از اوهایو به تگزاس برای شغل معماری، تا آخر عمر همانجا ماند، بطوریکه از او بناهای متعددی در تگزاس بر جای مانده است.
مهمترین کار او را شاید بتوان بنای عمارت اشبل اسمیت دانست.

## نگارخانه

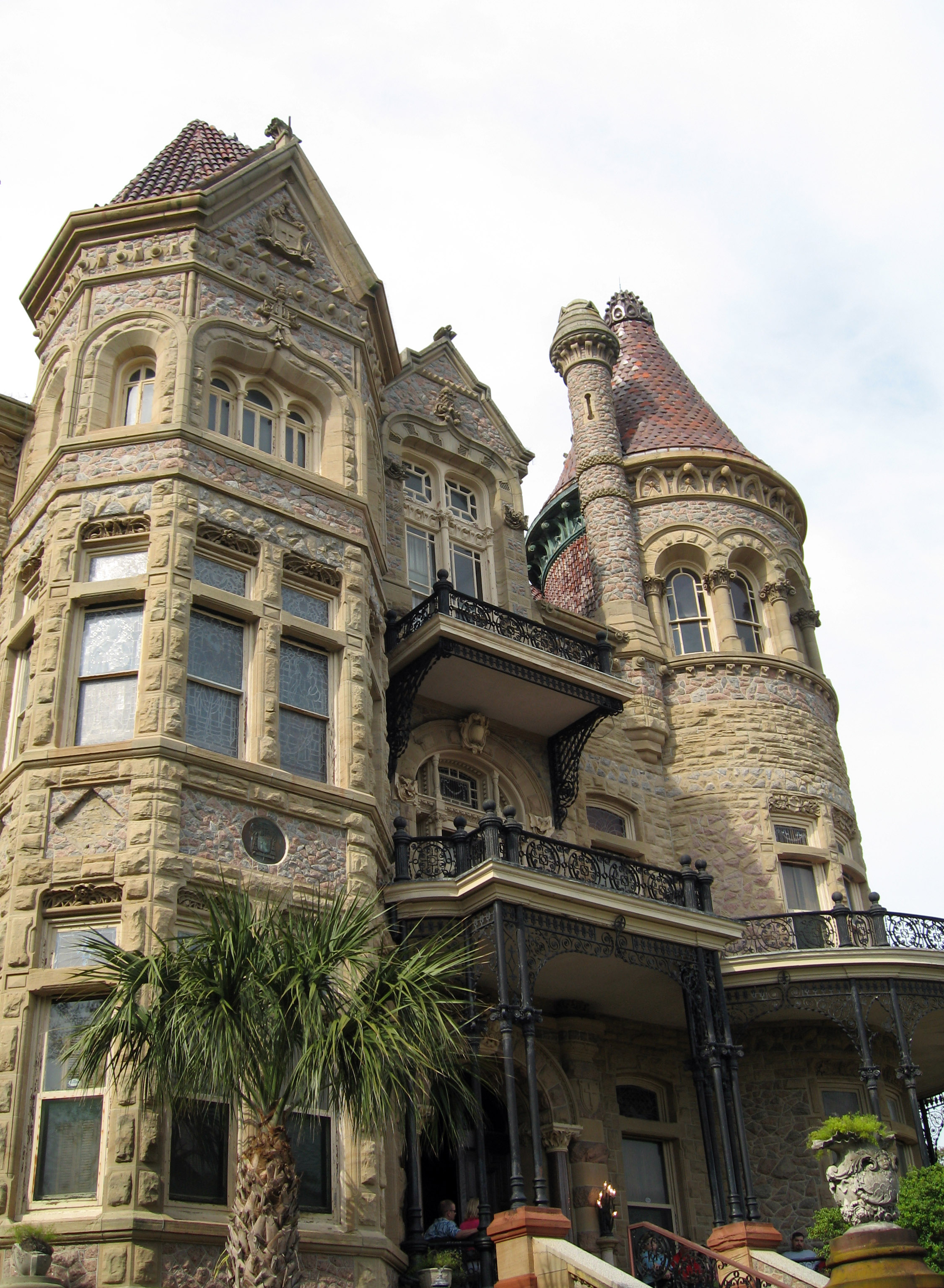
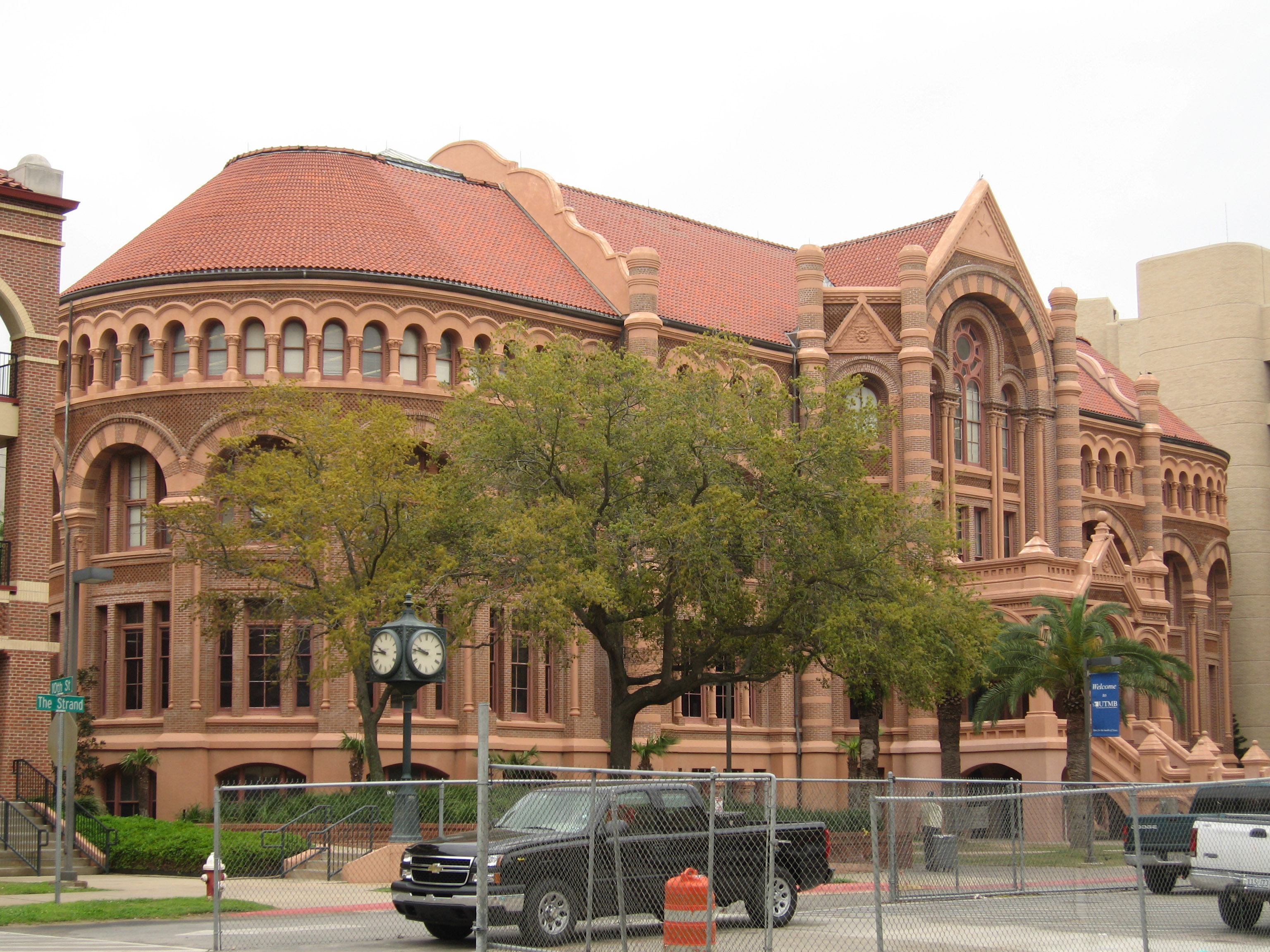
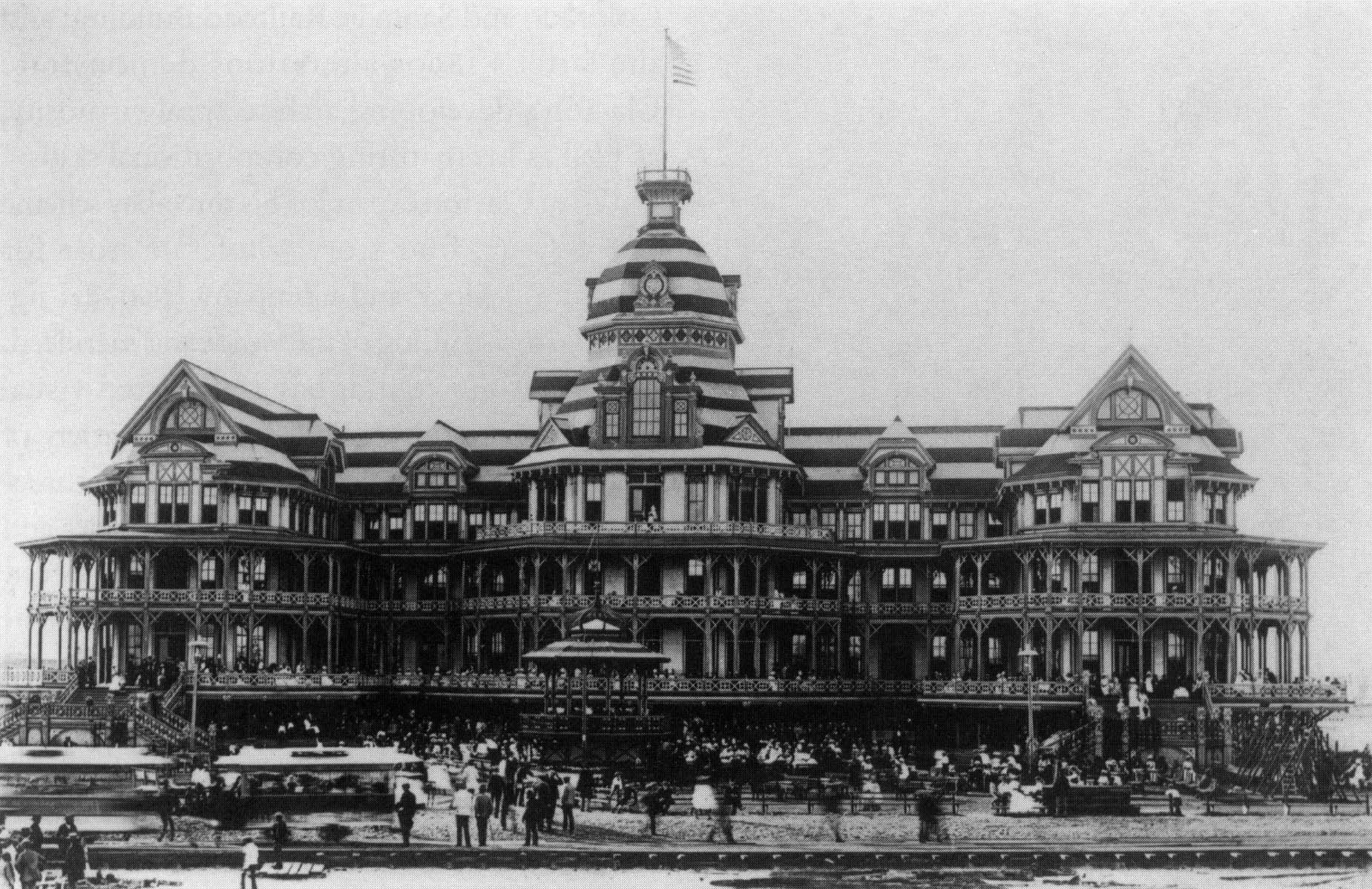